# Вимпелокрил козодой
Вимпелокрилият козодой (Macrodipteryx vexillarius) е вид птица от семейство Caprimulgidae.

## Разпространение и местообитание
Разпространен е в Ангола, Ботсвана, Бурунди, Габон, Замбия, Зимбабве, Камерун, Кения, Демократична република Конго, Република Конго, Малави, Мозамбик, Намибия, Нигерия, Руанда, Судан, Танзания, Уганда, Централноафриканската република, Чад, Южен Судан и Южна Африка.